# ZetaLisp
ZetaLisp est un dialecte du langage de programmation Lisp adapté pour les machines Lisp de Symbolics.

## Histoire
Le succès commercial de Symbolics lui conféra une position dominante au sein de la communauté Lisp. Il était soutenu par la plupart des ingénieurs du MIT qui avaient déserté le laboratoire de recherche en informatique et intelligence artificielle pour fonder la société Symbolics, parmi lesquels se trouvaient Daniel Weinreb, David A. Moon (en), Howard Cannon et Tom Knight (en). Il était venu concurrencer le langage Lisp Machine Lisp de la société précédemment fondée par Richard Greenblatt, lequel était soutenu par Richard Stallman, le « dernier hacker », dans la « guerre fratricide » que se livraient les anciens membres du AI Lab.
ZetaLisp était livré avec les ordinateurs de Symbolics (séries 3600). Il était non seulement utilisé pour la programmation ordinaire mais avait aussi permis le développement du système d'exploitation, de l'éditeur de texte, du compilateur, du serveur réseau, du ramasse-miettes et du système de fenêtrage. Toutes les briques logicielles de ces machines était basées sur Zetalisp, y compris l'environnement de développement Zmacs.
À la NASA, il a notamment servi à la gestion des activités des instruments du satellite d'observation UARS (Upper Atmosphere Research Satellite),.
Il a été porté vers Common Lisp par Kent Pitman (en).

## Description
ZetaLisp fournissait aux utilisateurs la puissance et la flexibilité nécessaires pour gérer des structures de données dynamiques et complexes. Ses caractéristiques étaient les suivantes : extensibilité, typage intrinsèque des données, allocation dynamique du stockage, liaison dynamique.